# Futsal-Weltmeisterschaft 1996
Die 3. FIFA Futsal-Weltmeisterschaft fand vom 24. November bis zum 8. Dezember 1996 in Spanien statt. Die 16 teilnehmenden Mannschaften spielten in 40 Partien den dritten Futsal-Weltmeister unter der Schirmherrschaft der FIFA aus.
Die brasilianische Mannschaft konnte durch einen 6:4-Erfolg im Finale gegen Gastgeber Spanien ihren Titel erneut verteidigen. Das russische Team gewann im Spiel um Platz 3 mit 3:2 gegen den Landesnachbarn Ukraine. Der Brasilianer Manoel wurde mit 14 Treffern Torschützenkönig und zudem zum besten Spieler des Turniers ernannt.

## Gastgeber und Austragungsorte

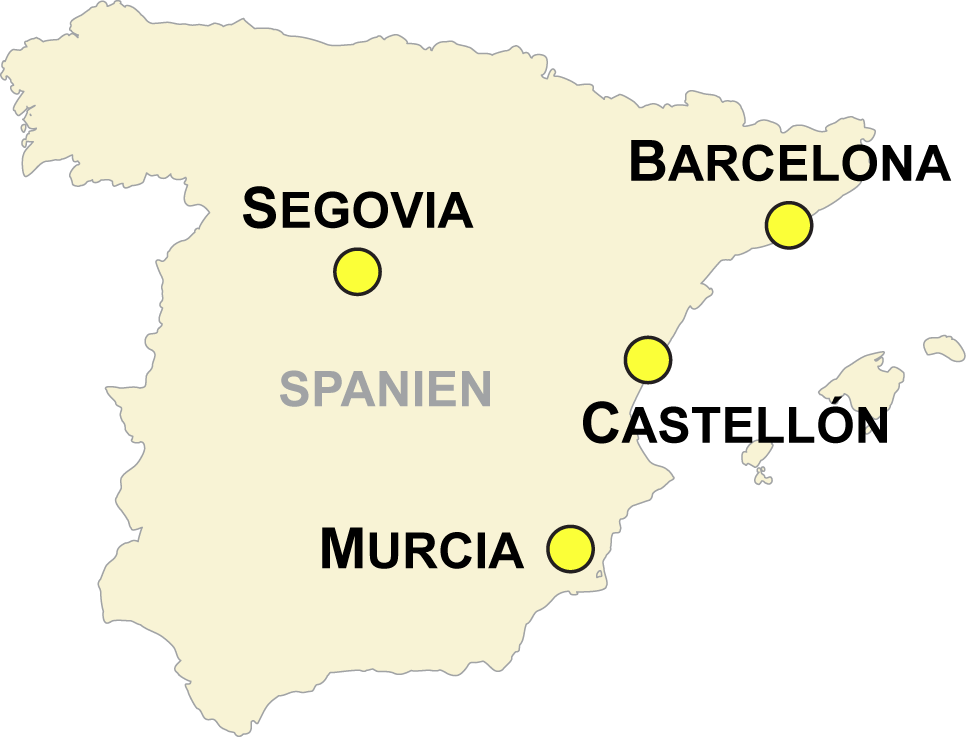
Austragungsorte der Futsal-WM 1996

Das Turnier wurde in vier Hallen in ebenso vielen spanischen Städten ausgetragen. Die Mannschaften einer Gruppe spielten jeweils nur in einer Stadt. Die Vorrundengruppen A und B wurden in Murcia ausgespielt, die Gruppen C und D in Segovia. Alle Spiele der Zwischenrunde fanden in Castellón statt. Die Halbfinal- und Finalspiele wurden schließlich in Barcelona im Palau Sant Jordi ausgetragen.
- Im Palacio de Deportes de Murcia wurden zwölf Vorrundenspiele ausgetragen. Die 1994 erbaute Halle bot 7.500 Zuschauern Platz und galt nach ihrer Fertigstellung als eine der modernsten Multifunktionsarenen Europas.
- Im Pabellón Polideportivo Municipal Pedro Delgado in Segovia fanden zwölf Vorrundenspiele statt. Die 1991 erbaute Halle bot bis zu 2.500 Zuschauern Platz
- Im Pabellón Ciutat de Castelló fanden die zwölf Spiele der Zwischenrunde statt. Die Halle hatte eine Zuschauerkapazität von 4.375 Plätzen und wurde 1994 eröffnet.
- Der Palau Sant Jordi in Barcelona war Schauplatz der Finalspiele der dritten Futsal-Weltmeisterschaft. In der 1990 erbauten Halle konnten bis zu 15.500 Zuschauer die Spiele verfolgen.

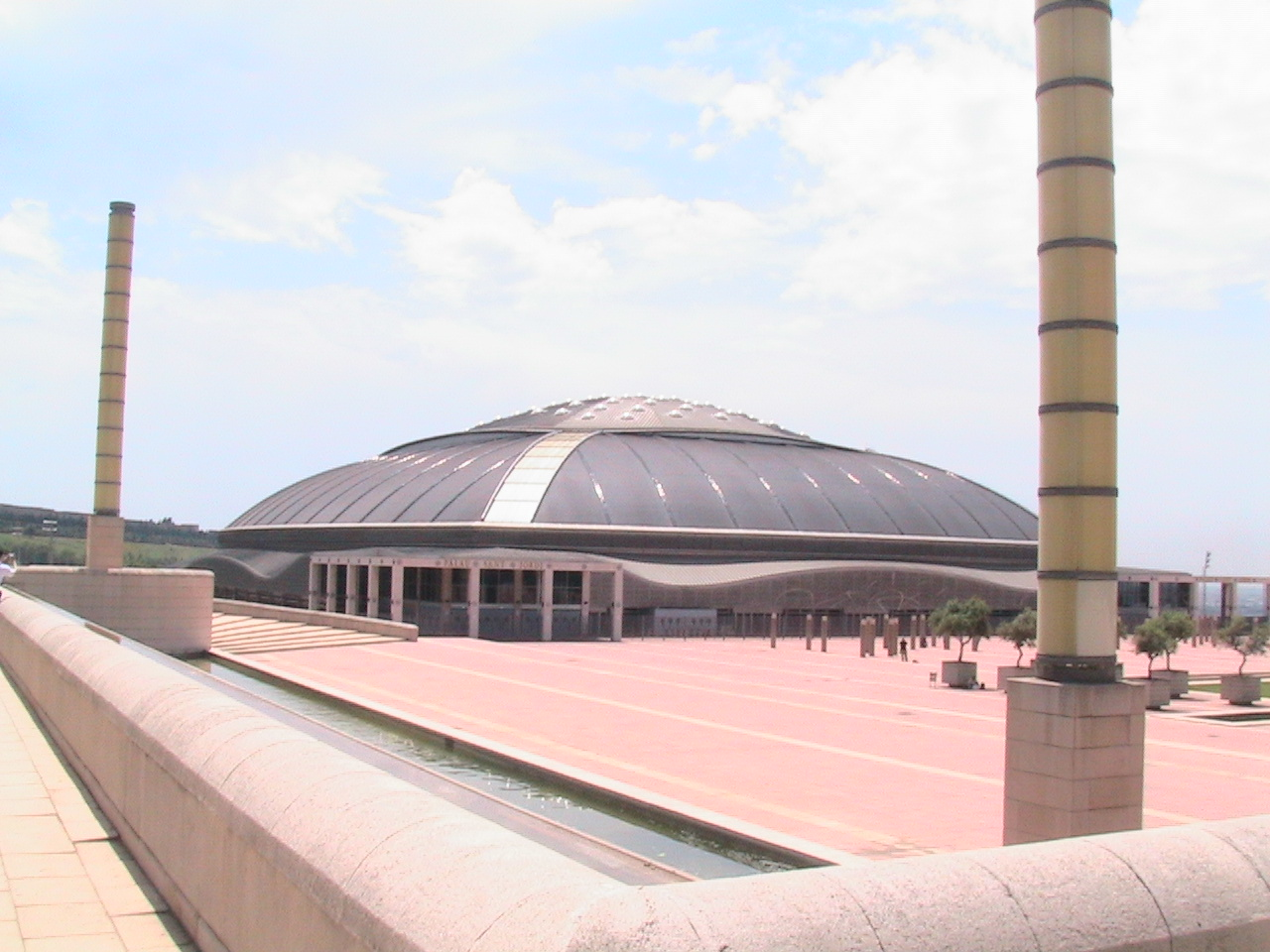
Der Palau Sant Jordi, Austragungsort der Finalspiele

## Qualifikation und Teilnehmer
Um die 15 Endrundenplätze bewarben sich insgesamt 47 Verbände, vier Jahre zuvor meldeten nur 23 für die Qualifikation. Spanien als Gastgeber war automatisch qualifiziert. Erstmals gab es in allen sechs Konföderationen Qualifikationsspiele.
In Europa setzten sich Russland, Belgien, die Niederlande, Italien und die Ukraine unter 17 Interessenten durch. Die Qualifikationsturniere dienten gleichzeitig auch dazu, die Endrundenteilnehmer für die Futsal-Europameisterschaft 1996 zu bestimmen. Das in Spanien im Januar 1996 ausgetragene EM-Turnier gewann der Gastgeber gegen Russland.
In der südamerikanischen Qualifikation spielten sechs Nationalteams um drei Plätze. Neben dem amtierenden Weltmeister Brasilien setzten sich Uruguay und Argentinien durch. Paraguay verlor im Spiel um den dritten Qualifikationsplatz mit 1:2 gegen Argentinien.
Aus Nord- und Mittelamerika gab es um zwei Startplätze ebenfalls sechs Anmeldungen. Neben den Vereinigten Staaten, WM-Zweiter 1992, gelang es Kuba sich für das Turnier in Spanien zu qualifizieren.
Für Afrika stand nur ein Endrundenplatz zur Verfügung. In einem Qualifikationsturnier mit fünf Teilnehmern setzte sich Ägypten knapp vor Ghana durch.
Asien konnte drei Teilnehmer entsenden. Die Qualifikation wurde dazu in drei Regionen unterteilt. In der Gruppe Ostasien qualifizierte sich die Volksrepublik China, in der westasiatischen Gruppe gelang dem Iran souverän die Qualifikation, in Südostasien setzte sich Malaysia gegen Brunei und die Philippinen durch.
Der ozeanische Verband konnte einen Teilnehmer nominieren. Das im August 1996 auf Vanuatu  abgehaltene Turnier wurde von der australischen Mannschaft dominiert, die sich mit 69:8 Toren und 18 Punkten aus sechs Partien gegen die drei Mitbewerber durchsetzte.
Für Ägypten, Kuba, Malaysia, die Ukraine und Uruguay war es die erste Teilnahme an einer FIFA Futsal-Weltmeisterschaftsendrunde.

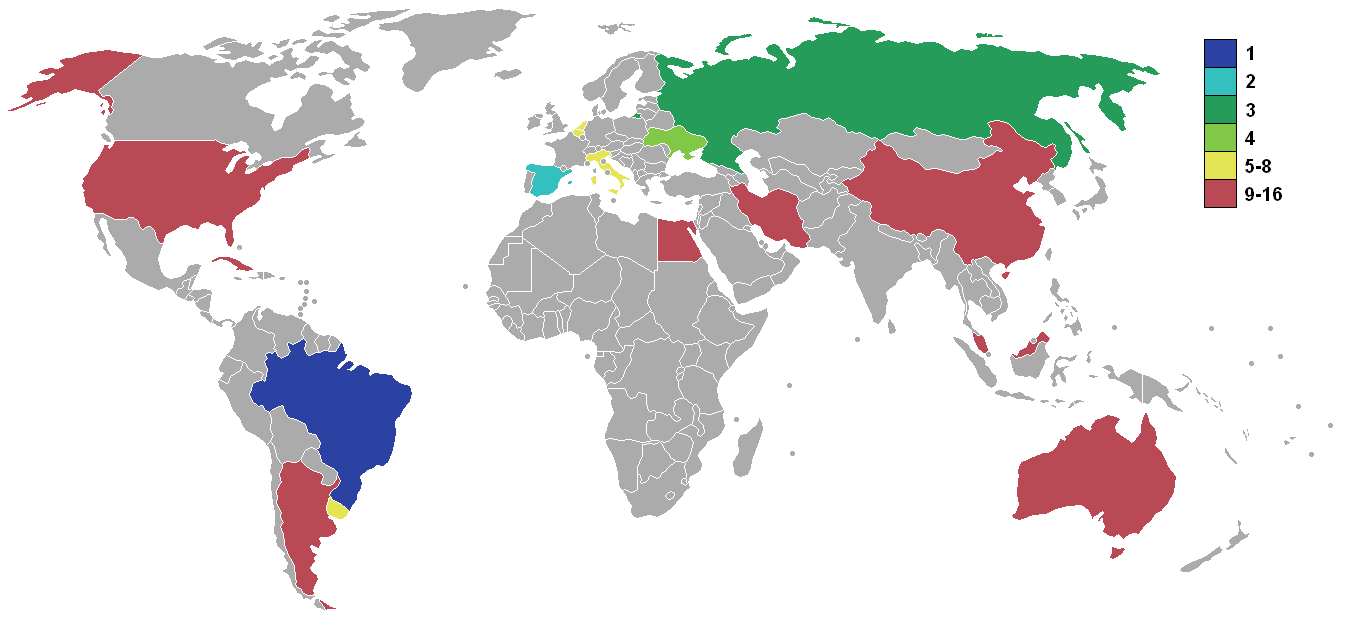
Platzierungen der Teilnehmer

| 6 aus Europa                  | Belgien     | Italien   | Niederlande | Russland |
|                               | Spanien     | Ukraine   |             |          |
| 3 aus Südamerika              | Argentinien | Brasilien | Uruguay     |          |
| 3 aus Asien                   | China       | Iran      | Malaysia    |          |
| 2 aus Nord- und Mittelamerika | Kuba        | USA       |             |          |
| 1 aus Afrika                  | Ägypten     |           |             |          |
| 1 aus Ozeanien                | Australien  |           |             |          |

## Modus
Es war die erste Futsal-WM, bei der für einen Sieg 3 Punkte vergeben wurden. Ansonsten blieb der Modus im Vergleich zu den vorhergehenden Weltmeisterschaften unverändert. Die 16 Mannschaften spielten zunächst in vier Vorrundengruppen mit je vier Mannschaften. Innerhalb jeder Gruppe spielte jede Mannschaft gegen jede andere Mannschaft. Die beiden Gruppenbesten jeder Gruppe qualifizierten sich für die zweite Gruppenphase, in der die acht Mannschaften erneut in zwei Vierergruppen (je zwei Vorrundensieger und zwei Vorrundenzweite pro Gruppe) verteilt wurden und nochmals gegen jede Mannschaft ein Spiel austrugen. Die beiden Besten jeder Gruppe qualifizierten sich für das Halbfinale, das im K.-o.-System stattfand. Bei Punktegleichstand während der Gruppenphase entschied das Torverhältnis über die Platzierung.

## Vorrunde

### Gruppe A (in Murcia)
| So, 24. November 1996, 18:00 Uhr & 20:00 Uhr |   |            |            |
| Spanien                                      | – | Ägypten    | 7:2 (4:0)  |
| Australien                                   | – | Ukraine    | 2:11 (0:3) |
| Di, 26. November 1996, 18:00 Uhr & 20:00 Uhr |   |            |            |
| Ägypten                                      | – | Australien | 8:2 (2:1)  |
| Ukraine                                      | – | Spanien    | 1:4 (0:4)  |
| Do, 28. November 1996, 12:00 Uhr & 20:00 Uhr |   |            |            |
| Ägypten                                      | – | Ukraine    | 3:10 (1:5) |
| Spanien                                      | – | Australien | 7:0 (2:0)  |

In der Gruppe A dominierten die beiden europäischen Mannschaften. Ägypten und Australien waren ohne Chance und schieden nach der Vorrunde aus. Gastgeber Spanien konnte erwartungsgemäß den Gruppensieg einfahren, die Ukraine rückte bei der erstmaligen Teilnahme in die Zwischenrunde vor.

### Gruppe B (in Murcia)
| Mo, 25. November 1996, 18:00 Uhr & 20:00 Uhr |   |             |            |
| VR China                                     | – | Argentinien | 1:2 (0:0)  |
| Russland                                     | – | Niederlande | 2:2 (1:0)  |
| Mi, 27. November 1996, 18:00 Uhr & 20:00 Uhr |   |             |            |
| Argentinien                                  | – | Russland    | 2:2 (2:2)  |
| Niederlande                                  | – | VR China    | 5:1 (3:0)  |
| Do, 28. November 1996, 12:00 Uhr & 20:00 Uhr |   |             |            |
| Russland                                     | – | VR China    | 11:1 (4:1) |
| Niederlande                                  | – | Argentinien | 6:3 (4:1)  |

In Gruppe B gelang der argentinischen Mannschaft beinahe die Überraschung. Durch das Unentschieden gegen Russland stand man kurz vor dem Einzug in die zweite Runde. Erst die Niederlage gegen die Niederlande sorgte für das Aus. Letztlich qualifizierten sich die beiden europäischen Teams aus den Niederlanden und Russland. Die chinesische Mannschaft musste wie schon vier Jahre zuvor ohne Punktgewinn abreisen.

### Gruppe C (in Segovia)
| So, 24. November 1996, 18:00 Uhr & 20:00 Uhr |   |          |            |
| USA                                          | – | Uruguay  | 0:1 (0:1)  |
| Malaysia                                     | – | Italien  | 1:10 (1:4) |
| Di, 26. November 1996, 18:00 Uhr & 20:00 Uhr |   |          |            |
| Italien                                      | – | USA      | 4:2 (3:2)  |
| Uruguay                                      | – | Malaysia | 4:1 (3:1)  |
| Do, 28. November 1996, 10:00 Uhr & 12:00 Uhr |   |          |            |
| Uruguay                                      | – | Italien  | 2:2 (1:0)  |
| USA                                          | – | Malaysia | 10:2 (5:1) |

In Gruppe C überraschte Uruguay die etablierten Teams aus Italien und den Vereinigten Staaten. Durch den Sieg im Auftaktspiel gegen die USA, den WM-Zweiten von 1992, war der Weg für Uruguay in die Zwischenrunde frei. Im letzten Gruppenspiel konnte man auch gegen die stärker eingeschätzten Italiener punkten und landete nur wegen des schlechteren Torverhältnisses auf Rang 2. Malaysia konnte auf diesem Niveau nicht mithalten und schied ohne Punkt aus.

### Gruppe D (in Segovia)
| Mo, 25. November 1996, 18:00 Uhr & 20:00 Uhr |   |           |            |
| Iran                                         | – | Kuba      | 7:1 (3:0)  |
| Brasilien                                    | – | Belgien   | 5:2 (3:1)  |
| Mi, 27. November 1996, 18:00 Uhr & 20:00 Uhr |   |           |            |
| Belgien                                      | – | Iran      | 5:2 (0:0)  |
| Kuba                                         | – | Brasilien | 0:18 (0:7) |
| Do, 28. November 1996, 18:00 Uhr & 20:00 Uhr |   |           |            |
| Brasilien                                    | – | Iran      | 8:3 (2:1)  |
| Belgien                                      | – | Kuba      | 6:3 (2:2)  |

Titelverteidiger Brasilien setzte sich in Gruppe D erwartungsgemäß an die Tabellenspitze. Belgien konnte sich im Kampf um Platz 2 überraschend deutlich gegen den WM-Vierten von 1992 durchsetzten und löste ebenfalls das Ticket für die Zwischenrunde. Kubas 0:18-Niederlage war die höchste Niederlage bis dato in der Geschichte der Futsal-Weltmeisterschaft und zugleich das torreichste Spiel. Vier Jahre später gewann Brasilien gegen Gastgeber Guatemala mit 29:2 und übertraf diese Werte nochmals deutlich.

## Zwischenrunde

### Gruppe E (in Castellón)
| So, 1. Dezember 1996, 10:00 Uhr & 12:00 Uhr |   |          |           |
| Italien                                     | – | Belgien  | 4:1 (1:1) |
| Spanien                                     | – | Russland | 2:0 (1:0) |
| Mo, 2. Dezember 1996, 18:00 Uhr & 20:00 Uhr |   |          |           |
| Russland                                    | – | Italien  | 3:0 (1:0) |
| Belgien                                     | – | Spanien  | 1:2 (1:0) |
| Mi, 4. Dezember 1996, 18:00 Uhr & 20:00 Uhr |   |          |           |
| Russland                                    | – | Belgien  | 6:2 (2:1) |
| Spanien                                     | – | Italien  | 4:1 (2:1) |

In Gruppe E fanden sich nur europäische Mannschaften. Europameister Spanien gelang es dabei ebenso wie Vizeeuropameister Russland sich für das Halbfinale zu qualifizieren. Belgien und Italien, bei der im Januar 1996 ausgetragenen EM die Dritt- und Viertplatzierten, konnten sich erneut nicht gegen Spanien und Russland behaupten.

### Gruppe F (in Castellón)
| Sa, 30. November 1996, 18:00 Uhr & 20:00 Uhr |   |             |           |
| Niederlande                                  | – | Ukraine     | 4:4 (3:2) |
| Brasilien                                    | – | Uruguay     | 5:2 (3:1) |
| So, 1. Dezember 1996, 18:00 Uhr & 20:00 Uhr  |   |             |           |
| Uruguay                                      | – | Niederlande | 5:4 (0:1) |
| Ukraine                                      | – | Brasilien   | 2:2 (1:1) |
| Di, 3. Dezember 1996, 18:00 Uhr & 20:00 Uhr  |   |             |           |
| Ukraine                                      | – | Uruguay     | 5:3 (3:2) |
| Niederlande                                  | – | Brasilien   | 1:5 (0:2) |

In Gruppe F setzte sich Titelfavorit Brasilien erwartungsgemäß durch. Der Ukraine gelang bei der ersten Teilnahme der Einzug in das Halbfinale und als einziger Mannschaft des Turniers ein Punktgewinn gegen Brasilien. Uruguay überraschte auch in der Zwischenrunde und konnte gegen die Niederlande gewinnen. Im entscheidenden Spiel gegen die Ukraine unterlag man knapp mit 3:5. Die Niederlande enttäuschte in der Zwischenrunde und schied wie bereits vier Jahre zuvor in der zweiten Runde aus.

## Finalrunde

### Halbfinale
| 6. Dezember 1996 | Barcelona | Brasilien | – | Russland |  | 6:2 (2:0) |
| 6. Dezember 1996 | Barcelona | Spanien   | – | Ukraine  |  | 4:1 (2:0) |

Im Halbfinale der 3. Futsal-WM kam es zu zwei einseitigen Partien. Die Favoriten Brasilien und Spanien setzten sich jeweils klar und ohne größere Probleme gegen Russland und die Ukraine durch.

### Spiel um Platz 3
| 8. Dezember 1996 | Barcelona | Russland | – | Ukraine |  | 3:2 (1:1) |

Das Spiel um Platz 3 konnte die russische Mannschaft knapp gewinnen. Die Ukraine konnte zwei Mal die Führung der Russen egalisieren, das Siegtor zugunsten Russlands fiel vier Minuten vor Spielende.

### Finale
| 8. Dezember 1996 | Barcelona | Brasilien | – | Spanien |  | 6:4 (3:1) |

Im Finale standen sich mit dem zweimaligen Weltmeister Brasilien und dem amtierenden Europameister und Gastgeber Spanien die beiden Turnierfavoriten gegenüber. Vor 15.500 Zuschauern im Palau Sant Jordi konnte sich die brasilianische Mannschaft in einem knappen Finale mit 6:4 durchsetzen. Spanien geriet bereits früh mit zwei Toren in Rückstand, kämpfte sich aber viermal auf einen Treffer heran und gab nie auf. Letztlich gab das etwas größere Einzelkönnen der brasilianischen Akteure den Ausschlag gegenüber den kompakt auftretenden Spanier. Für Brasilien war es der dritte Titel und blieb damit FIFA-Futsal-Weltmeister.

## Beste Torschützen
| Rang | Spieler               | Tore |
| ---- | --------------------- | ---- |
| 1    | Manoel Tobias         | 14   |
| 2    | Chôco                 | 10   |
|      | Oleksandre Moskaliuk  | 10   |
| 4    | Hashem Hidari         | 8    |
|      | Kostantin Eremenko    | 8    |
|      | Sandrinho             | 8    |
|      | Vicentin              | 8    |
| 8    | Finiho                | 7    |
|      | Santi                 | 7    |
| 10   | Mohamed Sayed Ibrahim | 6    |
|      | Andrea Bearzi         | 6    |
|      | Henny Lettinck        | 6    |
|      | Oleh Bezugly          | 6    |

## Auszeichnungen
Der Brasilianer Manoel Tobias wurde zum besten Spieler des Turniers gewählt und mit dem Goldenen Ball ausgezeichnet. Gleichzeitig erhielt er auch den Goldenen Schuh für den besten Torschützen. Sein Landsmann Chôco belegte in beiden Wertungen jeweils den zweiten Platz. Drittbester Spieler wurde der spanische Kapitän Vicentin. Drittbester Torjäger wurde der Ukrainer Oleksandre Moskaliuk mit ebenfalls zehn Turniertreffern wie der Zweitplatzierte, aber weniger Torvorlagen. Der Fair-Play-Preis ging an Turniersieger Brasilien.

## Fazit
Das Turnier stand ganz im Zeichen der Professionalisierung der Sportart und wurde von den europäischen und südamerikanischen Mannschaften dominiert. Alle Teams aus Europa sowie zwei der drei Teilnehmer Südamerikas qualifizierten sich für die Zwischenrunde. Während 1992 noch die USA und der Iran bis ins Halbfinale kamen, schieden in diesem Turnier sämtliche Teilnehmer aus den Mitgliedsverbänden Afrikas, Asiens, Ozeaniens und Nord- und Mittelamerikas in der Vorrunde aus. Im Vergleich zur vorhergehenden Weltmeisterschaft 1992 in Hongkong waren deutliche Fortschritte in der Taktik und in der Auswahl der Spieler zu erkennen.
Auf taktischer Ebene zeigte sich eine deutliche Steigerung der Bedeutung des Kollektivs. Einzelaktionen rückten in den Hintergrund und wurden durch das gut organisierte Abwehrverhalten der Teams zumeist vereitelt, stattdessen wurde vermehrt auf ein schnelles Zirkulieren des Balls in den eigenen Reihen gesetzt. Auch das plötzliche Ändern des Spieltempos fand vermehrt Anwendung. Während vier Jahre zuvor die Partien zumeist noch in einem gleichmäßigen Spielrhythmus gespielt wurden, konnten vor allem die Topmannschaften durch das Variieren des Spielstils ihre Gegner vor Probleme stellen.
Die meisten Spieler der Topmannschaften waren in diesem Turnier mittlerweile auf Futsal spezialisiert. In der Zwischenrunde standen nur bei Belgien und den Niederlanden Spieler im Aufgebot, die zum Teil auch im Freien Fußball betrieben. Die Spieler der vier Halbfinalisten Spanien, Brasilien, Ukraine und Russland trainierten seit längerer Zeit unter annähernd professionellen Bedingungen und waren sämtlich Futsalspezialisten.
Durch die Einführung eines speziellen Hallenballs bekam das Spiel einige neue Varianten. So fand der Lob als Passvariante häufig Anwendung, Pässe wurden deutlich öfter als noch vier Jahre zuvor auch mit dem Außenrist gespielt und vor allem die brasilianischen Spieler verwendeten bei Torschüssen des Öfteren die Picke.
Bei den Schiedsrichtern zeigte sich ebenfalls eine Spezialisierung. Wurden 1992 in Hongkong noch Großfeldschiedsrichter kurz vor dem Turnier in das Regelwerk eingewiesen, konnten die 17 in diesem Turnier eingesetzten Schiedsrichter bereits zuvor geleitete Futsalspiele vorzeigen. Für kleinere Probleme sorgte die Tatsache, dass vom Weltverband FIFA noch keine universellen Regeln veröffentlicht wurden, und es somit Unterschiede in der Regelauslegung gab. Um dieses Problem zu beheben, gründete die FIFA nach der Weltmeisterschaft eine Arbeitsgruppe aus Futsalexperten, Schiedsrichtern und Mitgliedern der Technischen Kommission; deren Hauptaufgabe im Erarbeiten eines einheitlichen, weltweit gültigen Regelwerkes bestand, das 1999 verabschiedet wurde, bis zu dessen Umsetzung aber noch einige Zeit verging.
Von den Trainern der Mannschaften kamen eine Reihe von Vorschlägen für zukünftige Austragungen. So sollte in Zukunft anstatt des Torverhältnisses der direkte Vergleich bei Punktgleichheit entscheiden, der letzte Spieltag in der Gruppenphase stets zeitgleich ausgetragen und das Regelwerk weltweit vereinheitlicht werden. Auch die Austragung von U-18- und U-20-Weltmeisterschaften wurde angeregt, ebenso wie Änderungen am Regelwerk (Abwurf des Torhüters über die Mittellinie, Verkürzung des Freistoß ohne Mauer). Die Vorschläge wurden dabei zum Teil umgesetzt, vier Jahre später in Guatemala fanden die letzten Gruppenspiele immer zeitgleich statt, ebenso wurden die vorgeschlagenen Änderungen am Regelwerk vorgenommen. Eine Vereinheitlichung des Regelwerks wurde vier Jahre später aber noch nicht erreicht, Junioren-Weltmeisterschaften wurden bis zum heutigen Tage (Stand: 2008) noch nicht ausgetragen.
Die Veranstalter konnte sich auch über ein ordentliches Zuschauerinteresse freuen. Insgesamt besuchten fast 67.000 Zuschauer die 40 Partien, wobei immer jeweils zwei Partien hintereinander ausgetragen wurden, was bedeutet, dass durchschnittlich etwa 3.300 Besucher den einzelnen Partien beiwohnten.